# Leporung
Leporung – wieś w Botswanie w dystrykcie Southern. Według spisu ludności z 2011 roku wieś liczyła 575 mieszkańców.